# 王藻 (隆慶進士)
王藻（1544年—？），字國華，號次山，直隸真定衛軍籍，山西清源縣人，明朝政治人物。

## 生平
隆慶元年（1567年）丁卯科順天府鄉試第七十八名舉人。隆慶二年（1568年）聯捷戊辰科會試第三百六十五名，三甲第二百一十六名進士。历官礼部祠祭司主事，万历二年（1574年）四月改任广东道御史，三年两浙巡盐，五年二月巡按山东，七月二月接管營務，九月升河南副使，十年六月升山东左参政，十五年十一月復除陕西右参政，十六年十一月升本省按察使、备兵庄浪，辞官归。二十年五月以原官起用，六月起补山东按察使、整饬霸州兵备，十一月升河南右布政使，二十一年六月升山东左布政使。

## 家族
曾祖王連；祖父王佑，封開封府知府；父王撫民，山東按察司副使。母任氏（封恭人）。重庆下。兄王蔚、弟王文荐。